# Сломленные
«Сломленные» (англ. Broken) — британская драма режиссёра Руфуса Норриса, экранизация одноименного романа Дэниела Клэя. Премьера фильма состоялась 17 мая 2012 года на Каннском кинофестивале, в России лента вышла 8 ноября 2012 года.
По собственным словам Клэя, его роман, в особенности персонажи, частично основан на бестселлере Харпер Ли «Убить пересмешника», но сюжетно с ним практически не связан.

## Сюжет
Девчонке по кличке Сканк (Вонючка) 11 лет. У неё диабет. Только начались летние каникулы, и дни её полны лёгких надежд. Но противный дядька из дома напротив избивает Рика, доброго, но очень ранимого соседского паренька, поскольку его дочь обвиняет Рика в изнасиловании. Мир вокруг стремительно рушится; Сканк ищет утешения в тихой дружбе с Риком, но запутывается окончательно.

## В ролях
| Актёр           | Персонаж                         | Роль                                           |
| --------------- | -------------------------------- | ---------------------------------------------- |
| Элоиза Лоуренс  | Вонючка (англ. Skunk)            | 11-летняя девочка, диабетик, дочка Арчи        |
| Тим Рот         | Арчи (англ. Archie)              | Отец Вонючки                                   |
| Зана Марьянович | Кейша (англ. Kasia)              | помощница по хозяйству                         |
| Роберт Эммс     | Рик (англ. Rick)                 | юноша, который живёт с родителями по соседству |
| Рори Киннир     | мистер Освальд (англ. Mr Oswald) | ещё один сосед                                 |
| Киллиан Мерфи   | Майк (англ. Mike)                | парень Кейши                                   |

## Критика
Фильм в целом получил положительные отзывы от Internet Movie Database — 7,1/10, Rotten Tomatoes дал оценку 80 % на основе 5 отзывов от критиков и 96 % от зрителей.

## Награды и номинации
- 2012 — две премии британского независимого кино за лучший британский независимый фильм и за лучшую мужскую роль второго плана (Рори Киннир), а также 7 номинаций: премия имени Дугласа Хикокса, лучшая режиссура (Руфус Норрис), сценарий (Марк О’Роу), актёр (Тим Рот), актёр второго плана (Киллиан Мерфи), многообещающий дебют (Элоиза Лоуренс), техническое достижение (Electric Wave Bureau за музыку).
- 2012 — номинация на премию Европейской киноакадемии за европейское открытие года (Руфус Норрис).
- 2012 — приз лучшему актеру (Тим Рот) на Стокгольмском кинофестивале.
- 2012 — номинация на премию «Золотая лягушка» фестиваля операторского искусства Camerimage (Роб Харди, Руфус Норрис).
- 2012 — приз за лучший международный фильм на Цюрихском кинофестивале.
- 2012 — две номинации за лучший британский дебют (режиссёр — Руфус Норрис, актёр — Элоиза Лоуренс) на Лондонском кинофестивале.
- 2012 — Гран-при Одесского международного кинофестиваля[6].